# Francis Hopkinson
Francis Hopkinson (Filadelfia, 21 settembre o 2 ottobre 1737 – Filadelfia, 9 maggio 1791) è stato uno scrittore, musicista e avvocato statunitense.

## Biografia
Il percorso di studi di Hopkinson si svolse a Filadelfia e si concluse con la laurea in legge ottenuta nel 1760.
Si sposò il primo di settembre 1768 con Ann Borden ed ebbe cinque figli.
Durante la sua esistenza praticò numerose attività e professioni, quali l'avvocato, il politico, il pittore ed il compositore.
Esercitò la professione di avvocato subito dopo la laurea, dapprima nel New Jersey poi, dopo una parentesi come esattore doganale, in Bordentown. Dal 1779 lavorò come giudice in Pennsylvania.
Come politico fu membro della Camera dei rappresentanti.
La popolarità di Hopkinson aumentò notevolmente con alcune sue iniziative di ampia risonanza: fu lui a creare, nel 1777, il disegno della bandiera statunitense, a stelle ed a strisce, e fu lui il primo nel continente americano, undici anni dopo, a stampare il libro delle sue musiche, con tanto di spartiti.
Come scrittore, Hopkinson predilisse il gusto satirico, con il quale mise in ridicolo la società a lui contemporanea, e soprattutto il mondo politico anglosassone.
Uno dei suoi lavori più significativi risultò, sia per il pubblico sia per la critica, A Pretty Story ("Un bell'affare", 1774), nel quale descrisse le discordie fra le colonie americane e l'Inghilterra.
Un altro scritto molto apprezzato fu The Battle of the Kegs ("La battaglia dei barili", 1778), la cui trama sbeffeggia la madre patria: secondo Hopkinson, la marina britannica si fece ingannare da uno scherzetto giocato dagli americani e sparò e sprecò tante cannonate contro degli innocui barili messi ad arte dai coloni ribelli lungo il fiume Delaware.
Tra le numerose attività di Hopkinson, va inoltre citata quella di compositore di inni e di salmi religiosi.